# Entre dos tierras
«Entre dos tierras» es la primera canción que salió al mercado como sencillo del álbum Senderos de traición (el octavo sencillo hasta dicha fecha), de 1990, del grupo español de rock, Héroes del Silencio.

## La canción
Fue el tema n.º 1 del disco Senderos de traición y publicado como sencillo promocional en noviembre de 1990, acompañado por un vídeo en tono sepia en el que se muestra a la banda interpretando la canción y, en otras tomas, a una pareja en situaciones violentas. 
El tema supuso un importante éxito en España, y significó el despegue del grupo hacia el estrellato. Los medios comenzaron a fijar su atención en la agrupación comandada por Enrique Bunbury y Juan Valdivia, además de ser un parteaguas entre lo que fuera la etapa de su primer EP Héroe de leyenda y El mar no cesa, su primer LP. Es de destacar la presencia del productor Phil Manzanera, quien les proporcionó una mayor libertad en el momento de grabar y una nueva forma de componer. «Entre dos tierras» también supone un paso más en el endurecimiento de su música, con las guitarras desempeñando un papel de mayor importancia y acompañadas por efectos como el delay, las distorsiones y los característicos chorus, sonido distintivo de sus primeras obras como agrupación y muy propios de la época. 
El sencillo tuvo una magnífica recepción del público, que se apartó con él de la línea más cercana al pop de grupos como Duncan Dhu o Los Secretos. Sin embargo, también supuso la aparición de nuevos detractores, sobre todo entre un sector de la prensa musical. El éxito fue tal que al año siguiente, en febrero de 1991, el sencillo se llevó clandestinamente a Alemania y se emitió en las radios underground del país, dando como resultado que EMI Alemania se arriesgara a la edición de un Maxi sencillos con el sencillo «Entre Dos Tierras» en sus versiones del álbum y otra.
El 12 de enero de 2024 Till Lindemann, cantante de Rammstein, publicó en su canal de YouTube una versión de esta canción.
El artista ilicitano Miguel Campello publicó el 11 de abril de 2025 una versión de «Entre dos tierras» que estará incluida en su álbum «Con Todos Mis Respetos 2».

## Lista de canciones
1. «Entre dos tierras» (Radio Edit)
2. «El cuadro» (Directo)
3. «Hologramas» (Directo)
4. «Entre dos tierras»

## Posición en las listas de popularidad
Esta información es una adaptación de Acclaimed Music:
| Publicación               | País           | Lista                                                                | Año  | Puesto |
| ------------------------- | -------------- | -------------------------------------------------------------------- | ---- | ------ |
| Al borde                  | Estados Unidos | Al borde - Las 500 canciones más importantes del Rock Iberoamericano | 2006 | 3      |
| Rolling Stone             | España         | Las 200 mejores canciones del pop-rock español                       | 2006 | 47     |
| VH1 Latinoamérica (Norte) | Estados Unidos | Las 100 + grandiosas canciones de los años noventa en español        | 2008 | 54     |